# Clarisa Fernández
Clarisa Fernández (ur. 28 sierpnia 1981 w Córdoba) – argentyńska tenisistka, reprezentantka w Fed Cup.

## Kariera tenisowa
W 2001 debiutowała na kortach Wimbledonu. W 2002 awansowała do czołowej setki rankingu światowego, była w półfinale w Bogocie i French Open. W marcu 2003 osiągnęła najwyższą pozycję w karierze – nr 26; była w półfinale French Open, pokonując m.in. Kim Clijsters (wówczas nr 4 na świecie).
W deblu, w styczniu 2001 osiągnęła najwyższą pozycję w karierze – nr 111.
W zespole narodowym w Fed Cup debiutowała w 2001. Do października 2007 wygrała 6 pojedynków, przegrała 1.

### Wygrane turnieje rangi ITF

#### Gra pojedyncza
|    | Data       | Turniej    | Kat. | ($)    | Naw.   | Finalistka       | Wynik         |
| 1. | 12/10/1997 | Montevideo | ITF  | 10 000 | ziemna | Celeste Contin   | 7:6, 6:4      |
| 2. | 18/07/1999 | Sezze      | ITF  | 10 000 | ziemna | Mihaela Moldovan | 6:2, 6:3      |
| 3. | 07/01/2001 | São Paulo  | ITF  | 25 000 | twarda | Seda Noorlander  | 6:3, 6:1      |
| 4. | 08/07/2001 | Orbetello  | ITF  | 25 000 | ziemna | Martina Suchá    | 6:4, 2:6, 7:5 |
| 5. | 23/01/2005 | Miami      | ITF  | 10 000 | twarda | Xie Yanze        | 6:4, 6:2      |
| 6. | 05/03/2006 | Clearwater | ITF  | 25 000 | twarda | Alberta Brianti  | 7:5, 6:2      |
| 7. | 25/11/2007 | Meksyk     | ITF  | 25 000 | twarda | Julia Cohen      | 6:1, 6:2      |